# Regeringen Klaus Berntsen
Regeringen Klaus Berntsen var Danmarks regering 5. juli 1910 – 21. juni 1913.
Ændring: 14. marts 1911, 25. juli 1912
Den bestod af følgende ministre:
- Konseilspræsident og Forsvarsminister: Klaus Berntsen
- Udenrigsminister: C.W. Ahlefeldt-Laurvig
- Finansminister: Niels Th. Neergaard
- Indenrigsminister: Jens Jensen-Sønderup
- Justitsminister: Frits Bülow
- Minister for Kirke- og Undervisningsvæsenet: Jacob Chr. L. Appel
- Minister for offentlige arbejder: Thomas C. Larsen
- Landbrugsminister: Anders Nielsen
- Minister for Handel og Søfart: Oscar B. Muus
- Minister for Island:

Bjørn Jonsson til 14. marts 1911, derefter
Kristján Jónsson til 25. juli 1912, derefter
Hannes Th. Hafstein

## Baggrund
Revisionen af Grundloven havde været en af den kortlevede Radikale regerings hovedopgaver. Imidlertid faldt regeringens forslag til en ny Grundlov i april 1910, hvorefter der blev udskrevet valg. Ved valget (Folketingsvalget 1910) opnåede Venstre netop halvdelen af Folketingets pladser, og Klaus Berntsen blev udpeget som regeringsleder.
Ministeriet Berntsen fremsatte et revideret udspil til en ny Grundlov sammen med Det radikale Venstre og Socialdemokratiet, men også dette udspil faldt i Landstinget med 33 mod 31 stemmer kort tid før næste folketingsvalg.
Udfaldet af Folketingsvalget 1913 gjorde, at Venstre kunne have fortsat som en mindretalsregering, hvilket Berntsen og Niels Neergaard arbejdede for, således at Grundlovssagen kunne afsluttes under en Venstre-regering, men J.C. Christensen ville ikke vide af en Grundlov gennemført med venstrefløjens stemmer. Dermed kunne der ikke blive tale om, at regeringen fortsatte, ligesom forslaget om en trekantregering bestående af Venstre, Det radikale Venstre og Socialdemokratiet blev forpurret af J.C. Christensen.